# Сакскобурґ-ґотска династія
Сакскобурґ-ґотска династія (болг. Сакскобургготски, Sakskoburggotski) — правляча королівська династія Болгарії у 1887—1946 роках, молодша гілка будинку Саксен-Кобурґ і Ґота, що походить від Фердинанда I, першого болгарського правителя. Гілка Ернестинської лінії стародавньої Саксонської династії Веттінів. Представники цієї династії також були монархами Греції, Румунії, Бельгії, Португалії та Великій Британії.

## Представники
Князь Болгарії (1887—1908)

Король Болгарії (1908—1918)

Фердинанд I 

Син принца Августа Саксен-Кобурґ-Ґотського (1818—1881) і принцеси Клементини Орлеанської (1817—1907). Став Суверенним князем Болгарії 1887 року. У 1908 році став королем (царем) болгар. Фердинанд одружується 20 квітня 1893 року з принцесою Марією-Луїзою Пармською, з якою він має чотирьох дітей. Після періоду вдівства Фердинанд у другому шлюбі одружився з принцесою Елеонорою Ройсс-Кестріцька, 28 лютого 1908 року.
- Фердинанд I (1861―1948), Суверенний князь Болгарії, потім король Болгарії ∞ Марія-Луїза Пармська (1870—1899)
  - Борис Болгарський (1894—1943), князь Тирновський
  - Кирило Болгарський (1895—1945), князь Преславський
  - Євдокія (1898—1985)
  - Надія (1899—1958), дружина князя Альбрехта Євгена Вюртемберзького.

Король Болгарії (1918—1943)

Борис ІІІ

Старший син короля Фердинанда I і принцеси Марії-Луїзи Пармської, князь Борис став королем Болгарії в 1918 році. Борис одружується 25 жовтня 1930 року на принцеса Італії Жанні Савойській, від якої він має двох дітей.
- Борис III (1894—1943), король (цар) Болгарії ∞ Жанна Італійська (1907—2000)
  - Марія Луїза Болгарська (1933) — рід Лейнінґен та рід Хробок.
  - Симеон Болгарський (1937), князь Тирновський.

Король Болгарії (1943—1946)

Симеон II

Старший син короля Бориса III і принцеси Італії Жанни (1907—2000), князь Симеон став царем Болгарії в 1943 році. 1946 року скинутий з престолу комуністами. Симеон одружується 21 січня 1962 року на донні Маргариті Гомес-Асебо, з якою він має п'ятеро дітей.

## Нащадки
Симеон II (1937), король (цар) Болгарії ∞ Маргарита Гомес-Асебо і Сегуела (1935):
- Кардам князь Тирновський (1962—2015) ∞ Міріам де Унґрія і Лопес (1963)
  - Борис князь Тирновський (1997) — спадкоємець престолу
  - Белтран Тирновський (1999)
- Кирило князь Преславський (1964) ∞ Марія дель Розаріо Надаль і Фустер де Пучдорфіла (1968)
  - Мафалда-Сесилія Преславська (1994)
  - Олімпія Преславська (1995)
  - Тасило Преславський (2002)
- Кубрат Князь Панагюрський (1965) ∞ Карла Марія де ла Соледад Ройо-Вілланова і Уррестаразу (1969)
  - Мирко Панагюрський (1995)
  - Лукас Панагюрський (1997)
  - Тирсо Панагюрський (2002)
- Костянтин Асен князь Відинський (1967) ∞ Марія Гарсіа де ла Расілла-і-Гортасар (1970)
  - Умберто Відинський (1999)
  - Софія Відинська (1999)
- Калина княгиня Болгарська (1972)
  - Симеон-Хасан Муноз (2007).